# F.A.M.E.
F.A.M.E. je třetí studiové album kolumbijského zpěváka a skladatele Malumy, které bylo vydáno 18. května 2018 u vydavatelstvy Sony Music Latin. Název je zkratka ze slov Fe (Víra), Alma (Duše), Música (Hudba), Esencia (Esence). Album bylo podpořeno vydáním třech singlů: „Felices los 4“, „Corazón“ a „El Préstamo“. Za účelem propagace alba vyrazil na koncertní turné F.A.M.E. Tour v roce 2018.

## Seznam skladeb
1. Intro	(1:39)
2. Corazón (3:04)
3. El Préstamo	(3:39
4. Cuenta A Saldo	(3:17
5. Hangover	(4:01
6. Mi Declaración	(3:45
7. How I Like It	(2:51)
8. Marinero	(3:09)
9. Delincuente	(3:26)
10. Condena	(3:29)
11. Ojos Que No Ven	(3:40)
12. La Ex	(3:11)
13. Unfollow (3:21)

Bonusové skladby
1. Felices Los 4	(3:49)
2. Felices Los 4 (Remix)	(4:02)

## Hitparády
| Graf (2013-14)                   | Vrchol pozice |
| -------------------------------- | ------------- |
| Belgie                           | 88            |
| Francie                          | 111           |
| Itálie                           | 16            |
| Německo                          | 74            |
| Nizozemsko                       | 86            |
| Mexiko                           | 10            |
| Polsko                           | 42            |
| Španělsko                        | 6             |
| Švýcarsko                        | 12            |
| USA (Billboard)                  | 37            |
| USA Top Latin Albums (Billboard) | 1             |

| Hitparáda (2018)             | pozice |
| ---------------------------- | ------ |
| Top Latin Albums (Billboard) | 10     |

| Hitparáda (2019)             | pozice |
| ---------------------------- | ------ |
| Top Latin Albums (Billboard) | 17     |

### Certifikace
| Certifikace a prodejnost | Certifikace a prodejnost    | Certifikace a prodejnost | Certifikace a prodejnost | Certifikace a prodejnost |
| Země                     | certifikace                 | organizace               | prodejnost               |                          |
| ------------------------ | --------------------------- | ------------------------ | ------------------------ | ------------------------ |
| Brazílie                 | platinová deska             | Pro-Música Brasil        | 40 000                   |                          |
| Mexiko                   | 2× platinová deska          | AMPROFON                 | 120 000                  |                          |
| Švýcarsko                | Zlata deska                 | IFPI Switzerland         | 10 000                   |                          |
| USA                      | 10× platinová deska (Latin) | RIAA                     | 600 000                  |                          |

## Historie v datech
| Země                | Datum           | Verze | Formát                                            | Label      |
| ------------------- | --------------- | ----- | ------------------------------------------------- | ---------- |
| Spojene staty (USA) | 18. května 2018 | —     | CD • digital download • Streaming (YouTube/ VEVO) | Sony Latin |